# Scribner (Nebraska)
Scribner je grad u američkoj saveznoj državi Nebraska. Prema popisu stanovništva iz 2010. u njemu je živjelo 857 stanovnika.